# Salicylursäure
Salicylursäure (Saliglycinsäure), C9H9NO4, ist ein Carbonsäureamid der Salicylsäure mit Glycin. Chemisch gesehen ist es auch ein Derivat der Hippursäure. Salicylursäure wird in der Leber nach Aufnahme von Salicylsäurepräparaten gebildet, wobei bis zu 70 % der Salicylsäure zu Salicylursäure umgesetzt werden. Sie wird mit dem Harn ausgeschieden.
Salicylursäure kristallisiert aus der heißen wässerigen Lösung in konzentrisch-gruppierten Nadeln aus. Salicylursäure schmeckt bitter, reagiert sauer, löst sich in heißem Wasser, Ethanol und Diethylether. Nachweisbar ist sie in Lösung durch Eisen(III)-Salze, z. B. Eisen(III)-chlorid. Bei positivem Nachweis bilden sich violette Komplexe. Nach langem Kochen zerfällt Salicylursäure in Salicylsäure und Glycin.